# Soldier (filme)
Soldier (Brasil: Soldado do futuro / Portugal: Soldado implacável) é um filme estadunidense de 1998 do gênero ficção científica, dirigido por Paul W.S. Anderson. Roteirizado por David Peoples, co-escritor de Blade Runner e influenciado nessa nova produção pelas histórias do autor Philip K. Dick.

## Sinopse
A história começa no ano de 1996 (chamado de "ano zero"), quando um grupo de crianças é escolhido pelo comando militar estadunidense que pretende torná-las soldados. Depois de um duríssimo treinamento e condicionamento físico e mental, o jovem Todd se destaca como um dos melhores do grupo. O treinamento termina em 2013 (ano dezessete). Na ativa, Todd e seu grupo lutam em múltiplas guerras, mostradas rapidamente e que incluem a "Guerra das Seis Cidades" (ano trinta e oito),o incidente de Moscou e a Batalha das Luas Argentine. Em 2036, Todd, já com quarenta anos, é obrigado a testar suas capacidades e enfrentar novos recrutas agrupados pelo Coronel Mekum. Estes formam uma nova geração, soldados-engenheiros geneticamente alterados e completamente sem emoções. Todd falha no teste e é dado como morto, sendo literalmente jogado "no lixo", em um planeta chamado Arcadia 234. Neste planeta Todd encontra humanos colonizadores, sobreviventes de um acidente com uma nave 20 anos antes e que agora vivem escondidos dos militares. Alguns desses humanos o ajudam a se recuperar, enquanto outros o querem destruído, pois não confiam nos soldados.

## Elenco
- Kurt Russell...Sargento Todd
- Jason Scott Lee...Caine 607
- Jason Isaacs...Coronel Mekum
- Connie Nielsen...Sandra
- Sean Pertwee...Mace
- Jared Thorne & Taylor Thorne... Nathan
- Mark Bringleson...Tenente Rubrick
- Gary Busey... Capitão Church
- K. K. Dodds...Tenente Sloan
- James Black...Riley
- Mark De Alessandro...Goines
- Vladimir Orlov...Romero
- Carsten Norgaard...Green
- Duffy Gaver...Chelsey
- Brenda Wehle...Hawkins
- Michael Chiklis...Jimmy Pig
- Elizabeth Dennehy...esposa de Jimmy Pig
- Paul Dillon..Slade